# Domkyrkoförsamling
Domkyrkoförsamling är inom Svenska kyrkan en församling i en 
stiftsstad. 
Församlingskyrkan i en domkyrkoförsamling kallas domkyrka och kyrkoherden benämns domprost. Det finns 14 domkyrkoförsamlingar i Sverige, en för varje stift och en i Kalmar, som tidigare varit stiftsstad.
I Mariestad finns det en domkyrka, men församlingen kallas inte för domkyrkoförsamling.

## Svenska domkyrkoförsamlingar och domkyrkor
| Församlingsnamn                       | Kyrkobyggnad        |
| ------------------------------------- | ------------------- |
| Domkyrkoförsamlingen i Göteborg       | Göteborgs domkyrka  |
| Härnösands domkyrkoförsamling         | Härnösands domkyrka |
| Kalmar domkyrkoförsamling             | Kalmar domkyrka     |
| Karlstads domkyrkoförsamling          | Karlstads domkyrka  |
| Linköpings domkyrkoförsamling         | Linköpings domkyrka |
| Luleå domkyrkoförsamling              | Luleå domkyrka      |
| Lunds domkyrkoförsamling              | Lunds domkyrka      |
| Skara domkyrkoförsamling              | Skara domkyrka      |
| Stockholms domkyrkoförsamling         | Storkyrkan          |
| Strängnäs domkyrkoförsamling med Aspö | Strängnäs domkyrka  |
| Uppsala domkyrkoförsamling            | Uppsala domkyrka    |
| Visby domkyrkoförsamling              | Visby domkyrka      |
| Västerås domkyrkoförsamling           | Västerås domkyrka   |
| Växjö stads- och domkyrkoförsamling   | Växjö domkyrka      |